# Liste des phares de Tasmanie
Il s'agit d'une liste des phares de Tasmanie en Australie. Elle contient les phares actifs ainsi que ceux déclassés mais d'importance historique.
| Nom                             | Lieu                                     | Coordonnées                   | Mise en service | Image |
| ------------------------------- | ---------------------------------------- | ----------------------------- | --------------- | ----- |
| Phare Bluff Hill                | Bird Island                              | 41° 00′ 32″ S, 144° 36′ 36″ E | 1982-           |       |
| Phare du Cap Bruny              | Île Bruny                                | 43° 29′ 28″ S, 147° 08′ 33″ E | 1838            |       |
| Phare du Cap Forrestier         | Cap Forrestier - Parc national Freycinet | 42° 07′ 00″ S, 148° 21′ 32″ E |                 |       |
| Phare du Cap Sorell             | Cap Sorell, Macquarie Harbour            | 42° 11′ 52″ S, 145° 10′ 09″ E | 1899            |       |
| Phare du Cap Tourville          | Péninsule Freycinet,                     | 42° 07′ 21″ S, 148° 20′ 34″ E | 1971            |       |
| Phare du Cap Wickham            | au nord de l'île King                    | 39° 35′ 19″ S, 143° 56′ 34″ E | 1861            |       |
| Phare Currie Harbour            | Currie                                   | 39° 55′ 45″ S, 143° 50′ 32″ E | 1880            |       |
| Phare de l'île Deal             | île Deal                                 | 39° 29′ 39″ S, 147° 19′ 21″ E | 1948            |       |
| Phare Eddystone Point           | Eddystone Point                          | 40° 59′ 35″ S, 148° 20′ 52″ E | 1889            |       |
| Phare de l'île Goose            | île Goose                                | 40° 18′ 42″ S, 147° 48′ 05″ E | 1846            |       |
| Phare de l'île Bonnet           | île Bonnet Hells Gates                   | 42° 13′ 24″ S, 145° 13′ 19″ E | 1892            |       |
| Phare de l'île Entrance)        | île Entrance Hells Gates                 | 42° 12′ 39″ S, 145° 12′ 55″ E | 1892            |       |
| Phare Highfield Bluff (nouveau) | Stanley,                                 | 40° 44′ 19″ S, 145° 17′ 24″ E |                 |       |
| Phare Highfield Bluff (ancien)  | Stanley,                                 | 40° 45′ 59″ S, 145° 17′ 55″ E | 1924            |       |
| Phare Iron Pot                  | Iron Pot                                 | 43° 03′ 31″ S, 147° 25′ 02″ E | 1832            |       |
| Phare Low Head                  | Low Head                                 | 41° 03′ 19″ S, 146° 47′ 20″ E | 1833            |       |
| Phare Middle Channel            | Low Head                                 | 41° 04′ 47″ S, 146° 48′ 27″ E | 1882            |       |
| Phare She Oak Point             | Low Head                                 | 41° 04′ 40″ S, 146° 48′ 14″ E | 1882            |       |
| Phare de l'île Maatsuyker       | île Maatsuyker                           | 43° 39′ 25″ S, 146° 16′ 17″ E | 1891            |       |
| Phare Mersey Bluff              | Devonport                                | 41° 09′ 31″ S, 146° 21′ 19″ E | 1889            |       |
| Phare Point Home Lookout        | Triabunna                                | 42° 33′ 04″ S, 147° 57′ 13″ E | 1971            |       |
| Phare du cap Rocky              | Parc national de Rocky Cape              | 40° 51′ 16″ S, 145° 30′ 30″ E | 1968            |       |
| Phare Round Hill Point          | Emu Bay                                  | 41° 03′ 54″ S, 145° 57′ 42″ E | 1923            |       |
| Phare du cap Sandy              | Cap Sandy                                | 41° 25′ 18″ S, 144° 44′ 54″ E | 1953            |       |
| Phare de l'île Swan             | île Swan                                 | 40° 43′ 40″ S, 148° 07′ 32″ E | 1845            |       |
| Phare du cap Table              | Wynyard                                  | 40° 56′ 47″ S, 145° 43′ 44″ E | 1888            |       |
| Phare de l'île Tasman           | Île Tasman                               | 43° 14′ 22″ S, 148° 00′ 18″ E | 1906            |       |
| Phare West Point                | Marrawah                                 | 40° 56′ 34″ S, 144° 36′ 50″ E | 1916            |       |